# Костин, Виталий Семёнович
Костин Виталий Семенович (19 февраля 1938 года — 18 января 2010 года) — бригадир шахты «Зиминка» (г. Прокопьевск), Герой Социалистического Труда.

## Биография
Родился 19 февраля 1938 года в селе Тогул Алтайского края, русский. Трудовую деятельность начал в 1958 году: после окончания Прокопьевского горного техникума стал работать электрослесарем подземного транспорта шахты «Зиминка 1–2».
Отслужив в армии в 1958–1961 годах, вернулся на шахту. Работал мастером движения, горным мастером, сменным инженером, заместителем начальника участка шахты. С 1972 – проходчик, горнорабочий, в 1973 году возглавил комплексно-механизированную очистную бригаду, отрабатывавшую крутые пласты. К тому времени щиты Чинакала уже исчерпали свои возможности, необходимо было осваивать механизированные комплексы. Когда на шахту прибыл такой комплекс (АЩМ), созданный горловскими машиностроителями, работать на нём доверили бригаде В. С. Костина. Выявилось много конструктивных недоделок, которые пришлось исправлять на месте, попутно внося коррективы и в конструкцию агрегата, и в технологию подготовки выработок, и в организацию труда. Благодаря творческим усилиям бригадира и его коллектива был достигнут успех: в январе 1980 года установлен всесоюзный рекорд добычи угля из механизированного забоя — 33116 тонн.
В. С. Костин был членом КПСС с 1961, избирался депутатом областного Совета, членом бюро обкома КПСС, делегатом XXVI и XXVII съездов партии. В 1981–1982 являлся кандидатом в члены ЦК КПСС, а в 1982–1990 — членом ЦК КПСС. Был отмечен рядом правительственных наград, в 1986 году удостоен звания Героя Социалистического Труда.

## Память
В память о В. С. Костине на здании административно-бытового комбината шахты «Зиминка» установлена мемориальная доска, а МОУ «Основная общеобразовательная школа № 9» Прокопьевска была названа его именем.